# Tabanus chusanensis
Tabanus chusanensis är en tvåvingeart som beskrevs av Ouchi 1943. Tabanus chusanensis ingår i släktet Tabanus och familjen bromsar. Inga underarter finns listade i Catalogue of Life.